# Montalegre (freguesia)
A Freguesia de Montalegre é uma antiga freguesia portuguesa do Município de Montalegre, freguesia que tinha 17,58 km² de área e 1816 habitantes (2011), e, por isso, uma densidade populacional de 103,3 hab/km².
Foi extinta (agregada) pela reorganização administrativa de 2012/2013, tendo o seu território sido agregado ao da Freguesia de Padroso para criar a União de Freguesias de Montalegre e Padroso.

## População
| Número de habitantes | Número de habitantes | Número de habitantes | Número de habitantes | Número de habitantes | Número de habitantes | Número de habitantes | Número de habitantes | Número de habitantes | Número de habitantes | Número de habitantes | Número de habitantes | Número de habitantes | Número de habitantes | Número de habitantes |
| -------------------- | -------------------- | -------------------- | -------------------- | -------------------- | -------------------- | -------------------- | -------------------- | -------------------- | -------------------- | -------------------- | -------------------- | -------------------- | -------------------- | -------------------- |
| 1864                 | 1878                 | 1890                 | 1900                 | 1911                 | 1920                 | 1930                 | 1940                 | 1950                 | 1960                 | 1970                 | 1981                 | 1991                 | 2001                 | 2011                 |
| 751                  | 825                  | 830                  | 930                  | 1 007                | 676                  | 1 064                | 1 478                | 1 799                | 2 081                | 1 487                | 1 721                | 1 990                | 1 817                | 1 816                |

(Obs.: Número de habitantes "residentes", ou seja, que tinham a residência oficial neste concelho à data em que os censos  se realizaram.)

## Património
- Castelo de Montalegre